# Amtsgericht Stickhausen
Das Amtsgericht Stickhausen war ein Gericht der ordentlichen Gerichtsbarkeit in Stickhausen.
Nach der Revolution von 1848 wurde im Königreich Hannover die Rechtsprechung von der Verwaltung getrennt und die Patrimonialgerichtsbarkeit abgeschafft.
Das Amtsgericht wurde daraufhin mit der Verordnung vom 7. August 1852 die Bildung der Amtsgerichte und unteren Verwaltungsbehörden betreffend als königlich hannoversches Amtsgericht gegründet. Es umfasste das Amt Stickhausen und Amt Remels zu Stickhausen. Das Amtsgericht war dem Obergericht Aurich untergeordnet. Mit der Annexion Hannovers durch Preußen wurde es zu einem preußischen Amtsgericht in der Provinz Hannover. Im Jahre 1879 wurde das Amtsgericht Stickhausen aufgelöst und sein Gerichtsbezirk dem des Amtsgerichtes Leer zugeordnet.